# Giacomo Rigoni
Giacomo Rigoni, (ur. 1 marca 1979 w Sesto San Giovanni) – włoski siatkarz, grający na pozycji przyjmującego. Waży 89 kg.

## Przebieg kariery
| Siatkarz                  | Siatkarz                         | Siatkarz                         | Siatkarz                         | Siatkarz                         | Siatkarz                         | Siatkarz                         | Siatkarz                         | Siatkarz                         | Siatkarz                         | Siatkarz                         |                                  |
| Lata                      | Klub                             | Klub                             | Klub                             | Klub                             | Klub                             | Klub                             | Klub                             | Klub                             | Klub                             | Klub                             | Klub                             |
| ------------------------- | -------------------------------- | -------------------------------- | -------------------------------- | -------------------------------- | -------------------------------- | -------------------------------- | -------------------------------- | -------------------------------- | -------------------------------- | -------------------------------- | -------------------------------- |
| 1995–1996                 | Gonzaga Milano Giovanni          | Gonzaga Milano Giovanni          | Gonzaga Milano Giovanni          | Gonzaga Milano Giovanni          | Gonzaga Milano Giovanni          | Gonzaga Milano Giovanni          | Gonzaga Milano Giovanni          | Gonzaga Milano Giovanni          | Gonzaga Milano Giovanni          | Gonzaga Milano Giovanni          | Gonzaga Milano Giovanni          |
| 1996–1998                 | Banca Europea Cuneo              | Banca Europea Cuneo              | Banca Europea Cuneo              | Banca Europea Cuneo              | Banca Europea Cuneo              | Banca Europea Cuneo              | Banca Europea Cuneo              | Banca Europea Cuneo              | Banca Europea Cuneo              | Banca Europea Cuneo              | Banca Europea Cuneo              |
| 1997–2000                 | Alpitour Cuneo                   | Alpitour Cuneo                   | Alpitour Cuneo                   | Alpitour Cuneo                   | Alpitour Cuneo                   | Alpitour Cuneo                   | Alpitour Cuneo                   | Alpitour Cuneo                   | Alpitour Cuneo                   | Alpitour Cuneo                   | Alpitour Cuneo                   |
| 2000–2001                 | ASP Civitavecchia                | ASP Civitavecchia                | ASP Civitavecchia                | ASP Civitavecchia                | ASP Civitavecchia                | ASP Civitavecchia                | ASP Civitavecchia                | ASP Civitavecchia                | ASP Civitavecchia                | ASP Civitavecchia                | ASP Civitavecchia                |
| 2001–2005                 | Reima Crema Samgas               | Reima Crema Samgas               | Reima Crema Samgas               | Reima Crema Samgas               | Reima Crema Samgas               | Reima Crema Samgas               | Reima Crema Samgas               | Reima Crema Samgas               | Reima Crema Samgas               | Reima Crema Samgas               | Reima Crema Samgas               |
| 2005–2006                 | Tiscali Cagliari                 | Tiscali Cagliari                 | Tiscali Cagliari                 | Tiscali Cagliari                 | Tiscali Cagliari                 | Tiscali Cagliari                 | Tiscali Cagliari                 | Tiscali Cagliari                 | Tiscali Cagliari                 | Tiscali Cagliari                 | Tiscali Cagliari                 |
| 2006–2007                 | Bre Banca Lannutti Cuneo         | Bre Banca Lannutti Cuneo         | Bre Banca Lannutti Cuneo         | Bre Banca Lannutti Cuneo         | Bre Banca Lannutti Cuneo         | Bre Banca Lannutti Cuneo         | Bre Banca Lannutti Cuneo         | Bre Banca Lannutti Cuneo         | Bre Banca Lannutti Cuneo         | Bre Banca Lannutti Cuneo         | Bre Banca Lannutti Cuneo         |
| 2007–2008                 | Tiscali Cagliari                 | Tiscali Cagliari                 | Tiscali Cagliari                 | Tiscali Cagliari                 | Tiscali Cagliari                 | Tiscali Cagliari                 | Tiscali Cagliari                 | Tiscali Cagliari                 | Tiscali Cagliari                 | Tiscali Cagliari                 | Tiscali Cagliari                 |
| 2008–2010                 | Nava Gioia del Colle             | Nava Gioia del Colle             | Nava Gioia del Colle             | Nava Gioia del Colle             | Nava Gioia del Colle             | Nava Gioia del Colle             | Nava Gioia del Colle             | Nava Gioia del Colle             | Nava Gioia del Colle             | Nava Gioia del Colle             | Nava Gioia del Colle             |
| 2010–2011                 | Sir Safety Perugia               | Sir Safety Perugia               | Sir Safety Perugia               | Sir Safety Perugia               | Sir Safety Perugia               | Sir Safety Perugia               | Sir Safety Perugia               | Sir Safety Perugia               | Sir Safety Perugia               | Sir Safety Perugia               | Sir Safety Perugia               |
| 2011–2012 (do 19.11.2011) | Edilesse Conad Reggio Emilia     | Edilesse Conad Reggio Emilia     | Edilesse Conad Reggio Emilia     | Edilesse Conad Reggio Emilia     | Edilesse Conad Reggio Emilia     | Edilesse Conad Reggio Emilia     | Edilesse Conad Reggio Emilia     | Edilesse Conad Reggio Emilia     | Edilesse Conad Reggio Emilia     | Edilesse Conad Reggio Emilia     | Edilesse Conad Reggio Emilia     |
| 2012–2014                 | Itely Milano                     | Itely Milano                     | Itely Milano                     | Itely Milano                     | Itely Milano                     | Itely Milano                     | Itely Milano                     | Itely Milano                     | Itely Milano                     | Itely Milano                     | Itely Milano                     |
| 2014–2015                 | Ceramica Globo Civita Castellana | Ceramica Globo Civita Castellana | Ceramica Globo Civita Castellana | Ceramica Globo Civita Castellana | Ceramica Globo Civita Castellana | Ceramica Globo Civita Castellana | Ceramica Globo Civita Castellana | Ceramica Globo Civita Castellana | Ceramica Globo Civita Castellana | Ceramica Globo Civita Castellana | Ceramica Globo Civita Castellana |
| 2015–2016                 | Imecon Offanengo                 | Imecon Offanengo                 | Imecon Offanengo                 | Imecon Offanengo                 | Imecon Offanengo                 | Imecon Offanengo                 | Imecon Offanengo                 | Imecon Offanengo                 | Imecon Offanengo                 | Imecon Offanengo                 | Imecon Offanengo                 |
| 2016–2017                 | Sarroch Volley                   | Sarroch Volley                   | Sarroch Volley                   | Sarroch Volley                   | Sarroch Volley                   | Sarroch Volley                   | Sarroch Volley                   | Sarroch Volley                   | Sarroch Volley                   | Sarroch Volley                   | Sarroch Volley                   |
| 2017–2019                 | Pallavolo Saronno                | Pallavolo Saronno                | Pallavolo Saronno                | Pallavolo Saronno                | Pallavolo Saronno                | Pallavolo Saronno                | Pallavolo Saronno                | Pallavolo Saronno                | Pallavolo Saronno                | Pallavolo Saronno                | Pallavolo Saronno                |
| Trener                    |                                  |                                  |                                  |                                  |                                  |                                  |                                  |                                  |                                  |                                  |                                  |
| Lata                      | Klub                             | Funkcja                          |                                  |                                  |                                  |                                  |                                  |                                  |                                  |                                  |                                  |
| 2020–                     | Conad Alsenese                   | asystent trenera                 |                                  |                                  |                                  |                                  |                                  |                                  |                                  |                                  |                                  |

## Sukcesy klubowe
Puchar Włoch:
- 1999

Puchar Europy Zdobywców Pucharów:
- 1999, 2000

Superpuchar Włoch:
- 1999